# Autoroute A75
L'autoroute A75 (letteralmente: «autostrada A75»), detta La Méridienne («la meridionale»), è un'autostrada francese che collega la città di Clermont-Ferrand all'autostrada A9 attraversando il Massiccio centrale.
Gran parte dell'autostrada, da Clermont-Ferrand allo svincolo di Ceyras con la A750, è parte della strada europea E11.